# Aphthona warchalowskii
Aphthona warchalowskii es un coleóptero de la familia Chrysomelidae. Fue descrita en 2001 por Fritzlar.